# Coupe des champions masculine de volley-ball 1985-1986
Navigation
Coupe des champions 1984-1985 Coupe des champions 1986-1987
La Ligue des champions de volley-ball masculin est la plus importante compétition de club, de la saison 1985-1986, en Europe.

## Phase finale
| # | Équipe                      | Pts | J | G | P | Sp | Sc | Ratio | Pp  | Pc  | Ratio |
| - | --------------------------- | --- | - | - | - | -- | -- | ----- | --- | --- | ----- |
| 1 | CSKA Moscou                 | 6   | 3 | 3 | 0 | 9  | 3  | 3     | 152 | 124 | 1.226 |
| 2 | Santal Parme                | 5   | 3 | 2 | 1 | 8  | 4  | 2     | 155 | 133 | 1.165 |
| 3 | Brother Martinus Amstelveen | 4   | 3 | 1 | 2 | 3  | 6  | 0.5   | 109 | 131 | 0.832 |
| 4 | Ruda Hvezda Prague          | 3   | 3 | 0 | 3 | 2  | 9  | 0.222 | 126 | 154 | 0.818 |

| Date     | Match                                    | Résultat | Sets  | Sets  | Sets  | Sets  | Sets | Total Points |
| Date     | Match                                    | Résultat | 1     | 2     | 3     | 4     | 5    | Total Points |
| -------- | ---------------------------------------- | -------- | ----- | ----- | ----- | ----- | ---- | ------------ |
| 21.02.86 | CSKA Moscou - Ruda Hvezda Prague         | 3 - 1    | 15-10 | 5-15  | 15-12 | 15-9  | -    | 50-46        |
| 21.02.86 | Santal Parme - Martinus Amstelveen       | 3 - 0    | 20-18 | 15-8  | 15-6  | -     | -    | 50-32        |
| 22.02.86 | Santal Parme - Ruda Hvezda Prague        | 3 - 1    | 15-8  | 15-8  | 11-15 | 16-14 | -    | 57-45        |
| 22.02.86 | CSKA Moscou - Martinus Amstelveen        | 3 - 0    | 16-14 | 15-11 | 15-5  | -     | -    | 46-30        |
| 23.02.86 | Martinus Amstelveen - Ruda Hvezda Prague | 3 - 0    | 15-13 | 15-7  | 17-15 | -     | -    | 47-35        |
| 23.02.86 | CSKA Moscou - Santal Parme               | 3 - 2    | 5-15  | 6-15  | 15-2  | 15-9  | 15-7 | 56-48        |